# Guia
Guia (AFI: /ˈɡuja/) è un nome proprio di persona italiano femminile.

## Origine e diffusione
È un nome di scarsa diffusione, corrispondente ibero-romanzo dell'italiano guida (di origine germanica: gotico *widan), riferito alla Madonna come "guida" (appunto, in spagnolo, guía AFI: [ˈɡi.a]). Il nome spagnolo Guía ha la doppia valenza di nome mariano ma anche di femminile di Guido.
Il nome ricorre nell'espressione gallega Nosa señora da guía festeggia l'11 maggio in Galizia; lo stesso nome ricorre nella preghiera Nosa señora da guía / è a guía dos mariñeiros; alla diffusione può aver contribuito anche la figlia, Guja Anna, di Iolanda Margherita di Savoia e del conte Giorgio Carlo Calvi di Bergolo, nata nel 1930.
In altri casi potrebbe essere una semplice forma femminile di Guido o una variante di Gaia.

## Onomastico
L'onomastico ricorre il 1º novembre, in occasione di Ognissanti, dato che il nome è adespota, ossia privo di santa patrona.

## Persone
- Guia Jelo, attrice italiana

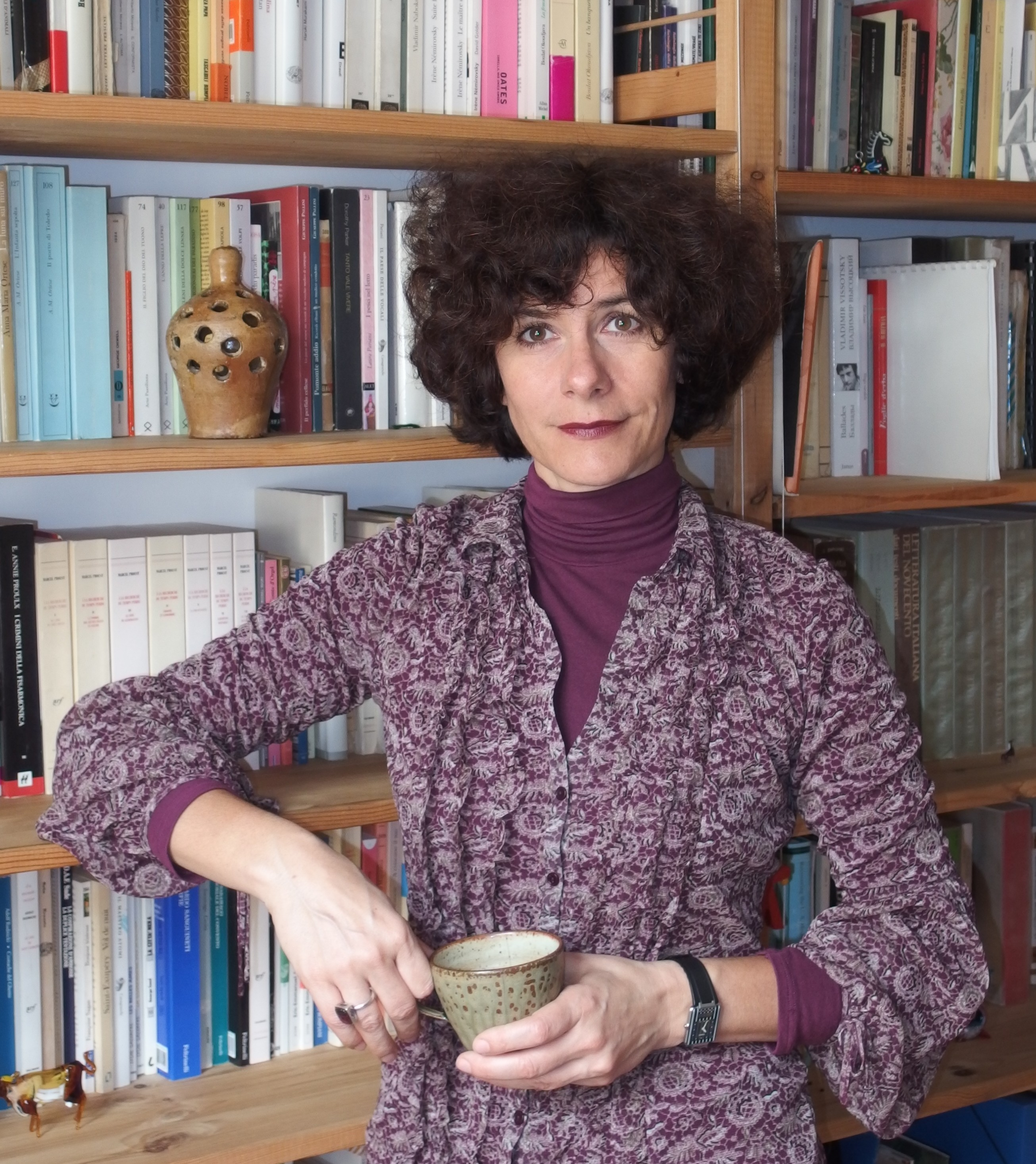
Guia Risari

- Guia Lauri Filzi, attrice pornografica italiana
- Guia Risari, scrittrice, giornalista e traduttrice italiana
- Guia Termini, politica italiana